# Förtrollad

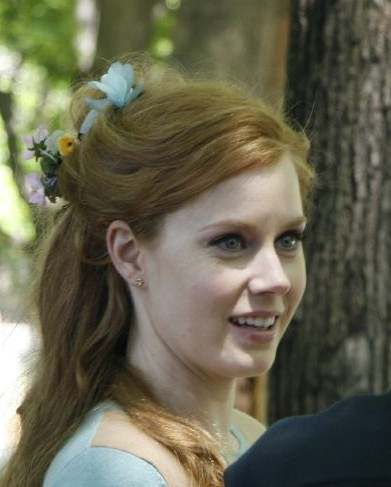
Amy Adams spelade Giselle.

Förtrollad (engelska: Enchanted) är en amerikansk romantisk komedi från 2007 i regi av Kevin Lima.

## Handling
Förtrollad handlar om den blivande, vackra prinsessan Giselle (Amy Adams) som träffar sin drömprins, prins Edward (James Marsden), och bestämmer sig för att gifta sig med honom. Men Edwards styvmor, drottning Narissa (Susan Sarandon), tycker inte om detta och skickar henne genom en brunn från sagolandet Andalasia till storstaden New York.
Giselle kommer upp ur en gatubrunn, iförd en gigantisk bröllopsklänning, och börjar irra omkring i staden utan att veta vart hon ska ta vägen.
Under tiden slutar skilsmässoadvokaten Robert Philip (Patrick Dempsey) precis jobbet och åker iväg för att hämta sin dotter, Morgan (Rachel Covey). I taxin på vägen hem berättar han för henne att han tänker fria till sin flickvän, modedesignern Nancy Tremaine (Idina Menzel), som Morgan inte gillar. När taxin stannar ser Morgan Giselle uppe vid en skylt av ett slott. Hon hoppar ur taxin och Robert tvingas följa efter henne. De hinner precis fram för att fånga Giselle då hon ramlar ner från skylten. Robert och Morgan tar med Giselle hem och låter henne stanna över natten.
Nästa morgon får Edward veta av Giselles vän jordekorren Pip (Jeff Bennett och Kevin Lima) att Giselle har försvunnit och bestämmer sig för att hoppa ner i brunnen för att leta efter henne. Giselle vaknar och ser vilken röra det är i Roberts lägenhet. Hon börjar sjunga och massor av råttor, kackerlackor och duvor kommer för att hjälpa till. Morgan vaknar och ser det hela. Hon väcker Robert som går för att hitta Giselle. Han hittar henne i duschen.
Av en ren händelse ramlar de på varandra precis då Nancy stiger innanför dörren. Hon och Robert börjar gräla och Nancy går sin väg. Robert skyller allt på Giselle och säger åt henne att lämna dem i fred. Drottning Narissa vet att förr eller senare kommer Edward att hitta Giselle, så hon skickar sin tjänare Nathaniel (Timothy Spall) för att stoppa Edward.
När Giselle får reda på att ett gammalt kärlekspar som Robert jobbar med ska skiljas blir hon upprörd, då orkar Robert inte med henne längre och säger till henne att hon får försöka klara sig själv. Men då Robert ser Giselle ge bort de enda pengar hon äger förstår han hur hjälplös hon är i staden och inser att han inte kan lämna henne.
Giselle och Robert går på promenad i Central Park. Giselle ber om ursäkt för att hon ställde till det mellan Robert och Nancy. Hon frågar om Nancy vet att Robert älskar henne. När han vägrar svara börjar Giselle sjunga That's How You Know.
Giselle stannar hos Robert och Morgan och börjar mer och mer vänja sig vid storstaden New York. Hon trivs bättre och bättre och Robert och Morgan blir mer och mer fästa vid henne. Tills en dag då Edward kommer och knackar på dörren och kommer för att hämta Giselle. Robert och Morgan är glada för hennes skull men ledsna för att hon ska lämna dem.
Giselle och Edward stannar hela dagen i New York och på kvällen bestämmer de sig för att gå på en bal, som även Robert och Nancy ska gå på. Morgan och Giselle åker och shoppar för kvällen och Morgan frågar om det är så här det känns att shoppa med sin mamma.
När Giselle och Edward anländer till balen i Woolworth Building ser de Robert och Nancy dansa. De hälsar på varandra och bandet som spelar meddelar att alla män ska bjuda upp en dam som de inte kom med. Edward bjuder upp Nancy och Robert Giselle. Låten som spelas är So Close och sjungs av Jon McLaughlin. Men under dansen kommer Nancy och avbryter. Giselle går upp för trappan och möter den elaka drottning Narissa som ger henne ett förgiftat äpple. Giselle faller i djup sömn.
Nathaniel avslöjar för Robert och Edward att Narissa ligger bakom alltihop. Narissa säger att inget kan rädda Giselle men Robert kommer på vad Giselle sa. Kärlekens sanna kyss, det är den mest kraftfulla saken i världen. Edward kysser Giselle men ingenting händer. Då inser han att ingen kan ge kyssen förutom Robert. Nancy försäkrar honom om att det är okej och Robert kysser Giselle som vaknar upp.
Men Narissa ger sig inte så lätt. Hon förvandlar sig till en 10 meter hög drake och fångar Robert. Hon tar honom upp på taket och alla skriker av rädsla förutom Giselle. Hon följer efter Narissa upp på taket för att rädda Robert. Med Pips hjälp befriar hon Robert och dödar den elaka draken.
Nancy följer med Edward till Andalasia där de gifter sig. Nathaniel och Pip skriver varsin bok om äventyret, kallad "Min kungliga smärta" och "Tiga är inte guld", och Nathaniel blir känd i New York och Pip blir känd där hemma i Andalasia. Och Giselle flyttar in hos Robert och Morgan. Hon startar en klädkedja, kallad Andalasia Fashions, som blir mycket populär bland små flickor. Och så levde de lyckliga i alla sina dagar

## Om filmen
Filmen har hämtat inspiration från olika barnsagor och musikaler, Sound of Music, Snövit och de sju dvärgarna, Askungen, Törnrosa, Mary Poppins, Den lilla sjöjungfrun, Skönheten och Odjuret, Ringaren i Notre Dame och Mulan.
Tre sånger, alla skrivna av Alan Menken och Stephen Schwartz, blev Oscars-nominerade men vann inte. Dessa sånger var; That's How You Know, Happy Working Song och So Close.
Den 20 oktober 2007 hade filmen biopremiär under London Film Festival. Filmen hade biopremiär den 25 januari samma år i Sverige och släpptes på DVD den 23 april 2008 i Sverige.
Den 18 november 2022 (femton år efter filmens premiär) hade uppföljaren Avförtrollad i regi av Adam Shankman premiär på Disney+. Inför den här filmen har Alan Menken och Stephen Schwartz återvänt för att göra ny musik och nya sånger, och likaså även Amy Adams, Patrick Dempsey, James Marsden och Idina Menzel som återigen har tagit sig an sina originalroller.
I samband med uppföljaren dubbades också originalfilmen för första gången till svenska.

## Rollista i urval
| Karaktär/Rollfigur | Skådespelare                                                                        | Svensk röst (2022)       |
| ------------------ | ----------------------------------------------------------------------------------- | ------------------------ |
| Giselle            | Amy Adams                                                                           | Mikaela Tidermark Nelson |
| Robert Philip      | Patrick Dempsey                                                                     | Jakob Stadell            |
| Prins Edward       | James Marsden                                                                       | Nicklas Berglund         |
| Nathaniel          | Timothy Spall                                                                       | Anton Körberg            |
| Drottning Narissa  | Susan Sarandon                                                                      | Jennie Jahns             |
| Pip                | Jeff Bennett (rösten i den animerade delen) Kevin Lima (rösten i live-action-delen) | Christian Hedlund        |
| Morgan Philip      | Rachel Covey                                                                        | Maja Söderström          |
| Nancy Tremaine     | Idina Menzel                                                                        | Anette Belander          |
| Berättarröst       | Julie Andrews                                                                       | Ayla Kabaca              |

- Svensk röstregissör – Cecilia Wrangel Skoug
- Översättare och sångtexter – Nicklas Berglund
- Tekniker – Johan Lejdemyr
- Dubbningstudio – Iyuno-SDI Group[2]

### Fotnoter
1. ↑  ”Förtrollad”. Disneyania. 8 april 2007. http://www.d-zine.se/filmer/foertrollad.htm. Läst 20 augusti 2016.
2. 1 2  ”Förtrollad - Svenska röster och credits”. Dubbningshemsidan. https://dubbningshemsidan.se/credits/fortrollad/. Läst 24 januari 2023.